# 桜井三郎右衛門 (11代)
桜井 三郎右衛門（さくらい さぶろうえもん、1881年〈明治14年〉4月15日 - 没年不明）は、日本の実業家、島根県多額納税者、島根県の大地主。族籍は島根県平民。

## 経歴
島根県・桜井三郎右衛門の長男。1908年、家督を相続し、旧名・直養を改め襲名する。農業を営む。八雲銀行、出雲館製糸所各取締役、松江銀行監査役をつとめる。

## 人物
住所は島根県仁多郡阿井村（現・奥出雲町）。

## 家族・親族
桜井家
- 父・三郎右衛門（直達、1849年 - 1908年、大地主[6]、鉱業[7]、貴族院多額納税者議員） - 出雲国神門郡下古志村（現・島根県出雲市下古志町）、神田猪蔵の三男に生まれ、桜井家の養子となる[8]。
- 母・ムメ（1852年 - ?、島根、並河捨太郎の姉）[1][5]
- 養兄・幾之助（1867年 - ?、姉ハルノ夫、桜井運右衛門の二男）[1][5]
- 妹[1]
- 妻[1]
- 長女[1]
- 庶子女・タケ（1910年 - ?、生母は中川テツ、広島県人・渡邊文太郎の養子となる）[1]
- 養子・三郎右衛門（1903年 - 1991年） - 大社町出身で、大社中学を卒業し、桜井家より懇望されて養子となる[8]。

親戚
- 大村貞蔵（島根県多額納税者、農業、松江銀行取締役） - 養子・三郎右衛門の父である。